# استوارت گالیور
استوارت گالیور (به انگلیسی: Stuart Gulliver) (زاده ۹ مارس ۱۹۵۹) کارآفرین، بانکدار و مدیر ارشد اجرایی بریتانیایی است که اکنون به‌عنوان مدیر عامل اجرایی بانک اچ‌اس‌بی‌سی فعالیت می‌نماید.